# Lithoxus lithoides
Lithoxus lithoides är en fiskart som beskrevs av Eigenmann 1912. Lithoxus lithoides ingår i släktet Lithoxus och familjen Loricariidae. Inga underarter finns listade i Catalogue of Life.